# Giuseppe Lepori

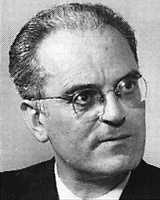

Giuseppe Lepori (Lopagno, 2 juni 1902 - 6 september 1968), was een Zwitsers politicus.
Lepori was afkomstig uit het kanton Ticino. Lepori was lid van de Christendemocratische Volkspartij. Van 1941 tot 1942, van 1946 tot 1947 en van 1951 tot 1952 was hij voorzitter van de Staatsraad van Ticino. 
Lepori werd op 16 december 1954 in de Bondsraad gekozen. Hij bleef lid tot 31 december 1959. Tijdens zijn ambtsperiode beheerde hij het Departement van Posterijen en Spoorwegen. In 1959 was hij vicepresident van de bondsstaat.